# 4439 Muroto
4439 Muroto eller 1984 VA är en asteroid i huvudbältet som upptäcktes den 2 november 1984 av den japanska astronomen Tsutomu Seki vid Geisei-observatoriet. Den är uppkallad efter den japanska staden Muroto.
Asteroiden har en diameter på ungefär 12 kilometer.